# Perczel-Forintos Dóra
Perczel-Forintos Dóra (született: Forintos Dóra; Budapest, 1960. február 12.) magyar klinikai szakpszichológus, pszichoterapeuta, mindfulness-tanár,  kiképző kognitív viselkedésterapeuta, egyetemi tanár, a pszichológiai tudományok kandidátusa. 2001 és 2024 között a Semmelweis Egyetem Általános Orvostudományi Kar Klinikai Pszichológia Tanszék tanszékvezetője. Témavezető a Semmelweis Egyetem Doktori Iskola Magatartástudományok programjában, a Semmelweis Egyetem szakpszichológiai grémiumának elnöke, a Semmelweis Mindfulness Központ és a Semmelweis Ignác Kognitív Terápiás Központ (SIKK) megalapítója.

## Élete
Értelmiségi családban született, édesapja Forintos György jogász és szociológus, édesanyja Bánlaki Sára  ügyvéd. Férje Perczel András kutató vegyész, Bolyai-díj- és Széchenyi-díj-kitüntetett. Három gyermekük született: Kristóf (1986), Júlia (1988) és György (1989).
Budapesten nevelkedett.

## Tanulmányai
Tanulmányait a budapesti Móricz Zsigmond Gimnáziumban végezte (1974–1978), majd a Bartók Béla Zeneművészeti Szakközépiskola orgona szakán tanult (1979–1981).
Pszichológusi diplomáját 1984-ben szerezte az Eötvös Loránd Tudományegyetem Bölcsészettudományi Karán.
Későbbi képzései:
- Relaxációs Pszichoterápiás Egyesület, autogén tréning (1983–1984)
- Személyközpontú Pszichoterápiás Egyesület (1984–1986)
- Harvard Medical School, asszertív tréning, neurolingvisztikus programozás, hipnoterápia (1990–1992)
- Haynal Imre Egészségtudományi Egyetem, klinikai szakpszichológus szakvizsga (1994)
- Oxford University Cognitive Therapy Center, kognitív terápia (1995–1997)
- Haynal Imre Egészségtudományi Egyetem, pszichoterapeuta szakvizsga (2000)
- Viselkedéstudományi és Kognitív Terápiás Egyesület (VIKOTE), kognitív viselkedésterapeuta (2001)
- Magyar Családterápiás Egyesület, családterapeuta képzés (2001)
- Padesky Cognitive Therapy Masterclass, Palm Springs, USA (2003),
- Oxford Mindfulness Center, MBCT tanárképzés (2014, 2016)

## Pályafutása
- Semmelweis Egyetem Pszichiátriai Klinika – tanársegéd, adjunktus (1984–2000)
- Közép-Európa Egyetem – tanácsadó pszichológus (1998–2011)
- Semmelweis Egyetem ÁOK Klinikai Pszichológia Tanszék – tanszékvezető docens (2001–2016)
- Eötvös Loránd Tudományegyetem PPK – Pszichológiai Tanácsadás Központ (központvezető) (2002–2008)
- Országos Pszichiátriai és Neurológiai Intézet – pszichológiai szakigazgató (2002–2008)
- Semmelweis Egyetem ÁOK Klinikai Pszichológia Tanszék – tanszékvezető egyetemi tanár (2017–2024)

1984-ben kezdett dolgozni a Semmelweis Egyetem Pszichiátriai Klinikáján  először tanársegédként, majd adjunktusként. 2001-től a Haynal Imre Egészségtudományi Egyetem Klinikai Pszichológia Tanszékén tanszékvezető egyetemi docens, a klinikai szakpszichológus szakképzési vezetője, ahol bevezette hazánkban először a kognitív viselkedésterápia oktatását. 2001-2024 között kb. 800 fő klinikai szakpszichológus jelölt végezte tanulmányait ebben a szellemben. 2002-ben az egyetemi integráció keretében Semmelweis Egyetem Általános Orvostudományi Karán létrehozta a Kar első  pszichológia tanszékét, a Klinikai Pszichológia Tanszéket. 2011-2015 között az Egészségügyi Szakmai Kollégium elnökség titkára és a Klinikai Szakpszichológiai Szakmai kollégium elnöke. Nagy szerepe volt 2012-ben  a klinikai szakpszichológus rezidensképzés elindításában. 2017-ben egyetemi tanárrá nevezték ki. A kognitív viselkedésterápia magyarországi meghonosításának egyik élvonalbeli szereplője, az első hazai kognitív terápiás tankönyv  és oktatóvideó  szerzője. Több hatékony pszichoterápiás módszert vezetett be a hazai pszichiátriai betegellátásba: asszertív tréning, problémamegoldó tréning az öngyilkossági veszélyeztetettség megelőzésére, testsúlycsökkentő csoport. Kiemelt figyelmet fordított a pszichés zavarok pszichoterápiás ellátására, valamint a korszerű  pszichoterápiás  módszerek hatékonyságának kutatására, fejlesztésére és oktatására. 2005-2022 a  Viselkedés-, Kognitív és Sématerápiás Egyesület (VIKOTE) főtitkára,  2004-2016 European Association for Behavioural and Cognitive Therapy (EABCT) – nemzeti képviselő.  2025-ben A Magyar Érdemrend Lovagkeresztje kitüntetésben részesült.

## Kutatási területei
- Kognitív viselkedésterápia
- Mindfulness alapú pszichoterápiás módszerek
- Poszttraumás stressz zavar (PTSD)
- Szociális szorongás, pánikbetegség
- Obesitas pszichológiai támogatása
- Öngyilkossági veszélyeztetettség megelőzése

## Tudományos és oktatási tevékenysége
- 1994 – Bölcsészdoktori disszertáció (ELTE)
- 1997 – A pszichológiai tudományok kandidátusa (MTA)[10]
- 2002 – Habilitáció (ELTE)
- 2017 – Egyetemi tanár (Semmelweis Egyetem)

Kandidátusi disszertációját a szociális kompetencia fejlesztése témában  (1997) írta. Soros és Eötvös ösztöndíjak támogatásával végzett kutatómunkát szociális szorongás és hipochondriásis kognitív terápiája témában az Oxford Egyetem  Pszichiátria Tanszékének Kognitív terápiás kutatóközpontjában (1995-1998). Ezt követően a szuicid prevenció, az öngyilkossági veszélyeztetettség felmérése és megelőzése területén végzett kutatásokat.
Jelenlegi kutatási területe a tudatos jelenlét alapú kognitív terápia alkalmazása a pszichoterápiás betegellátásban,  különösen az érzelemszabályozási zavarok  és a krónikus fejfájás  kezelésében.  2014-ben megszervezte az első tudatos jelenlét alapú kognitív terápiás (MBCT) képzést  Magyarországon az Oxford University Mindfulness Centerrel együttműködve. Megalapította a Semmelweis Mindfulness Központot, ahol ingyenes elérhetők a mindfulness gyakorlóanyagok.

## Elismerései
- Soros Alapítvány ösztöndíja (1996)
- Magyar Állami Eötvös ösztöndíj (1997, 1998)
- Pro Renovanda Cultura Hungariae ösztöndíj (1998)
- Andorka Rudolf egyéni kutatói ösztöndíj (2000)
- Nyírő Gyula nívódíj (Magyar Pszichiátriai Társaság)[14] (2006)
- A Magyar Érdemrend lovagkeresztje[15] (2025)

## Szakmai tagságai
- Magyar Pszichológiai Társaság
- Magyar Pszichiátriai Társaság
- Klinikai szakpszichológia szakmai kollégium[7]
- British Association for Behavioural and Cognitive Psychotherapy (BABCP)
- European Association for Behavioural and Cognitive Therapies (EABCT)
- Viselkedéstudományi és Kognitív Terápiás Egyesület (VIKOTE)
- Magyar Tudományos Akadémia köztestületének tagjai[16]

## Fontosabb művei[17]

### Tankönyvek és szerkesztett kötetek
- Az alacsony intenzitású pszichológiai intervenciók tankönyve (2024)[9]
- Hogyan fogyjunk tudatosan? (társszerző: Kohlné Papp Ildikó, 2020)[18]
- Kognitív viselkedésterápia (2019)[19]
- Kérdőívek és becslőskálák a klinikai pszichológiában (2018)[20]
- A kognitív terápia fejlődése (2011)[21]
- Higgyünk a szemünknek! (2010)[22]

### Válogatott cikkek
- Sal Dorottya, Perczel-Forintos Dóra: Tudatos jelenlét alapú kognitív terápia krónikus fejfájással élők számára. Orvosi Hetilap (2024)[12]
- Pató I. et al.: Investigating suicidal behavior among prisoners. Front Psychiatry (2024)[23]
- Szekeres T. et al.: A Five Facet Mindfulness Questionnaire rövid változatának magyar adaptációja. Psychiatria Hungarica (2024)[24]
- Kresznerits Szilvia, Zinner-Gérecz Ágnes, Perczel-Forintos Dóra: Borderline személyiségzavar és mindfulness tréning. Psychiatria Hungarica (2023)[11]
- Perczel-Forintos Dóra et al.: Intenzív CBT csoport pánikbetegségre. Orvosi Hetilap (2023)[25]

- Dóra Perczel Forintos, Sándor Rózsa, János Pilling, Mária Kopp: Proposal for a Short Version of the Beck Hopelessness Scale Based on a National Representative Survey in Hungary, Community Ment Health J (2013)[26]
- Rihmer Zoltán és Perczel Forintos Dóra: A depresszió és öngyilkossági rizikó szűrésének jelentősége, Neuropsychopharmacologia Hungarica (2014)[27]
- Perczel-Forintos Dóra dr., Kresznerits Szilvia: Szociális szorongás és önértékelés: a „Félelem a negatív megítéléstől”

(FÉLNE) kérdőív hazai adaptációja. Orvosi Hetilap (2017)
- Perczel-Forintos Dóra: Tudatosság és önreflexió: A mindfulness módszerek szerepe az elhízás kezelésében, Mentálhigiéné és Pszichoszomatika (2017)[29]
- Perczel-Forintos Dóra, Zinner-Gérecz Ágnes, Naszvadi Emma J: Szuicid prevenciós szerzõdés: lehetõség az öngyilkossági veszélyeztetettség csökkentésére a pszichoterápiás ellátásban, Psychiatria Hungarica (2020)[30]
- Szilvia Kresznerits, Sándor Rózsa, Dóra Perczel-Forintos: A transdiagnostic model of low self-esteem: pathway analysis in a heterogeneous clinical sample, Behavioural and Cognitive Psychotherapy (2022)[31]